# داستان شش واژه‌ای
داستان شش واژه‌ای نوعی سبک داستان زیر مجموعه داستان کوتاه کوتاه یا داستانک است که بیشتر در ادبیات انگلیسی رواج دارد سرآغاز این گونه داستان را به یک شوخی و شرط‌بندی ارنست همینگوی نسبت می‌دهند که موجب تولد داستان شش واژه‌ای برای فروش: کفش‌های کودک، پوشیده‌نشده شدداستان شش واژه‌ای نوعی سبک داستان زیر مجموعه داستان کوتاه کوتاه یا داستانک است که بیشتر در ادبیات انگلیسی رواج دارد سرآغاز این گونه داستان را به یک شوخی و شرط‌بندی ارنست همینگوی نسبت می‌دهند که موجب تولد داستان شش واژه‌ای برای فروش: کفش‌های کودک، پوشیده‌نشده شد.